# MAK/Supergun
MAK/Supergun ist ein Gerät oder Adapter, der es ermöglicht, originale Arcade-Platinen (PCB) an einem TV-Gerät zu spielen. MAK = Mega Arcade Konsole. Eine MAK ist kein intelligentes Gerät. Die gesamte Intelligenz wie Mikrochips oder Bildausgabe ist auf der  Arcade-Platine angebracht. 

## MAK-Einsatzbereich
Die MAK/Supergun wird benötigt, um ein Arcade System Board ohne Arcade-Automat zu spielen. In der MAK werden die Signale der Arcade-Platine so aufbereitet, dass es möglich ist, mit einem Joystick (Neo-Geo-Standard) und einem Fernsehgerät Arcade-Spiele zu benutzen. 

## MAK-Bauarten
Mittlerweile werden verschiedene MAK-Systeme angeboten. Diese reichen von einfachen Geräten, die direkt auf die Arcade-Platinen aufgesteckt werden, bis hin zu Luxusversionen mit vielen zusätzlichen Optionen. So gibt es einige Anbieter, die einen vollständigen Arcade-Joystick in die MAK einbauen; die MAK braucht nur noch an die Platine angesteckt zu werden und es ist sofort möglich, das gewünschte Spiel zu starten.

## MAK-Bezugsquellen
MAK-Systeme können bei speziellen Arcade-Händlern oder beispielsweise bei Internetauktionen erworben werden. Die Preise unterscheiden sich in der Höhe je nach Modell und vorhandenen Optionen.